# Coppa Italia Lega Nazionale Pallacanestro 2006-2007
La Coppa Italia Lega Nazionale Pallacanestro 2006-2007 è stata organizzata per squadre di Serie B d'Eccellenza, B2 e C1.

## Serie B d'Eccellenza
La Coppa Italia di Serie B d'Eccellenza comincia con una prima fase denominata Summer Cup, a fine agosto. Vi partecipano tutte le 32 iscritte alla Serie B d'Eccellenza maschile FIP 2006-2007.
Le squadre vincenti di ciascuno degli 8 gironi eliminatori si sfidano nelle final eight, in programma tra il 22 ed il 24 settembre 2006 a Pistoia. Le 2 squadre finaliste partecipanno alle final-four di Serie B d'Eccellenza (cosiddetta Winter Cup) insieme alle prime due squadre classificatesi in testa al campionato al termine del girone d'andata.
Gli incontri di finale si sono svolti tra il 6 e il 7 aprile 2007 presso il Palalido di Milano.

### Summer cup
Dopo i gironi di qualificazione, sono ammesse alla fase finale della "Summer cup":
Concentramento A
- Ares Palermo
- Fulgor L. Forlì
- Atri
- Casalpusterlengo

Concentramento B
- N.B. Brindisi
- Robur Osimo
- Treviglio
- Pall. Firenze

|  | Quarti di finale | Quarti di finale | Quarti di finale |               |    | Semifinali       | Semifinali | Semifinali |  |  | Finale | Finale           | Finale |
|  |                  |                  |                  |               |    |                  |            |            |  |  |        |                  |        |
|  | 1                | Casalpusterlengo | 85               |               |    |                  |            |            |  |  |        |                  |        |
|  | 8                | Atri             | 74               |               |    |                  |            |            |  |  |        |                  |        |
|  | 8                | Atri             | 74               |               |    | Casalpusterlengo | 82         |            |  |  |        |                  |        |
|  |                  |                  |                  |               |    | Casalpusterlengo | 82         |            |  |  |        |                  |        |
|  |                  |                  | Fulgor L. Forlì  | 65            |    |                  |            |            |  |  |        |                  |        |
|  | 4                | Fulgor L. Forlì  | Fulgor L. Forlì  | 65            | 82 |                  |            |            |  |  |        |                  |        |
|  | 4                | Fulgor L. Forlì  |                  |               | 82 |                  |            |            |  |  |        |                  |        |
|  | 5                | Ares Palermo     | 65               |               |    |                  |            |            |  |  |        |                  |        |
|  |                  |                  |                  |               |    |                  |            |            |  |  |        | Casalpusterlengo | 73     |
|  |                  |                  |                  | N.B. Brindisi | 72 |                  |            |            |  |  |        |                  |        |
|  | 3                | N.B. Brindisi    | 71               |               |    |                  |            |            |  |  |        |                  |        |
|  | 6                | Pall. Firenze    | 56               |               |    |                  |            |            |  |  |        |                  |        |
|  | 6                | Pall. Firenze    | 56               |               |    | N.B. Brindisi    | 69         |            |  |  |        |                  |        |
|  |                  |                  |                  |               |    | N.B. Brindisi    | 69         |            |  |  |        |                  |        |
|  |                  |                  | Robur Osimo      | 67            |    |                  |            |            |  |  |        |                  |        |
|  | 2                | Robur Osimo      | Robur Osimo      | 67            | 73 |                  |            |            |  |  |        |                  |        |
|  | 2                | Robur Osimo      |                  |               | 73 |                  |            |            |  |  |        |                  |        |
|  | 7                | Treviglio        | 67               |               |    |                  |            |            |  |  |        |                  |        |

Squadre ammesse alla final four ("Winter cup"):
- Finaliste Summer cup: Brindisi e Casalpusterlengo;
- Prime classificate in campionato dopo il girone d'andata: Reyer Venezia e Veroli.

### Winter cup
|  | Semifinali       | Semifinali       | Semifinali       |                  |               | Finale        | Finale | Finale |  |
|  |                  |                  |                  |                  |               |               |        |        |  |
|  | N.B. Brindisi    | N.B. Brindisi    | 75               |                  |               |               |        |        |  |
|  | N.B. Brindisi    | N.B. Brindisi    | 75               |                  |               |               |        |        |  |
|  | Reyer Venezia    | Reyer Venezia    | 65               |                  |               |               |        |        |  |
|  | Reyer Venezia    | Reyer Venezia    | 65               |                  | N.B. Brindisi | N.B. Brindisi | 61     |        |  |
|  |                  |                  |                  |                  | N.B. Brindisi | N.B. Brindisi | 61     |        |  |
|  |                  |                  | Casalpusterlengo | Casalpusterlengo | 72            |               |        |        |  |
|  | Casalpusterlengo | Casalpusterlengo | Casalpusterlengo | Casalpusterlengo | 72            | 77            |        |        |  |
|  | Casalpusterlengo | Casalpusterlengo |                  |                  |               |               |        |        |  |
|  | Veroli Basket    | Veroli Basket    | 66               |                  |               |               |        |        |  |

## Serie B2
Partecipano alla Coppa Italia di Serie B2 tutte le 56 squadre iscritte ai 4 gironi del campionato nazionale di Serie B2.
Le squadre vengono suddivise in 14 gironi da 4 squadre, scelte su base geografica. Si incontrano in partite di andata e ritorno e le vincenti vengono promosse al turno successivo insieme alle 2 migliori seconde. Il secondo turno è formato da 4 concentramenti, sempre su base geografica, di 4 squadre ciascuno. Con il metodo delle final four vengono elette 4 formazioni.

### Finale
| Milano 6 aprile 2007 | Unione Sportiva Empolese | 83 – 73 | Nuovo Basket Silvi Marina | Palalido |

## Serie C1
Partecipano alla Coppa Italia di Serie C1 128 squadre, ovvero tutte le formazioni iscritte al campionato nazionale di Serie C1.
Le squadre vengono suddivise in 32 gironi da 4, scelte su base geografica. Le 32 vincenti dei rispettivi gironi vengono promosse alla seconda fase. Vengono formati 8 concentramenti da 4, sempre su base geografica. Con il metodo delle final four vengono elette 8 squadre.
A sorteggio vengono formati i 2 ultimi concentramenti, dai quali, ancora con il sistema delle final four', escono le 2 formazioni che si sfideranno nella finalissima di Milano del 5 aprile 2007, nell'ambito del weekend di finali organizzato dalla LNP. A vincere il titolo è Bassano del Grappa.
|  | Semifinali Concentramenti Parte alta: Conc. A Parte bassa: Conc. B | Semifinali Concentramenti Parte alta: Conc. A Parte bassa: Conc. B | Semifinali Concentramenti Parte alta: Conc. A Parte bassa: Conc. B |                    |                    | Finali Concentramenti Parte alta: Conc. A Parte bassa: Conc. B | Finali Concentramenti Parte alta: Conc. A Parte bassa: Conc. B | Finali Concentramenti Parte alta: Conc. A Parte bassa: Conc. B |  |  | Finale | Finale            | Finale |
|  |                                                                    |                                                                    |                                                                    |                    |                    |                                                                |                                                                |                                                                |  |  |        |                   |        |
|  |                                                                    | Antoniana Pescara                                                  | 94                                                                 |                    |                    |                                                                |                                                                |                                                                |  |  |        |                   |        |
|  |                                                                    | Marigliano                                                         | 81                                                                 |                    |                    |                                                                |                                                                |                                                                |  |  |        |                   |        |
|  |                                                                    | Marigliano                                                         | 81                                                                 |                    | Antoniana Pescara  | ?                                                              |                                                                |                                                                |  |  |        |                   |        |
|  |                                                                    |                                                                    |                                                                    |                    | Antoniana Pescara  | ?                                                              |                                                                |                                                                |  |  |        |                   |        |
|  |                                                                    |                                                                    | Basket Massafra                                                    | ?                  |                    |                                                                |                                                                |                                                                |  |  |        |                   |        |
|  |                                                                    | Basket Massafra                                                    | Basket Massafra                                                    | ?                  | 80                 |                                                                |                                                                |                                                                |  |  |        |                   |        |
|  |                                                                    | Basket Massafra                                                    |                                                                    |                    | 80                 |                                                                |                                                                |                                                                |  |  |        |                   |        |
|  |                                                                    | Figline Valdarno                                                   | 53                                                                 |                    |                    |                                                                |                                                                |                                                                |  |  |        |                   |        |
|  |                                                                    |                                                                    |                                                                    |                    |                    |                                                                |                                                                |                                                                |  |  |        | Antoniana Pescara | 75     |
|  |                                                                    |                                                                    |                                                                    | Bassano del Grappa | 76                 |                                                                |                                                                |                                                                |  |  |        |                   |        |
|  |                                                                    | San Giorgio su Legnano                                             | 80                                                                 |                    |                    |                                                                |                                                                |                                                                |  |  |        |                   |        |
|  |                                                                    | Budrio                                                             | 70                                                                 |                    |                    |                                                                |                                                                |                                                                |  |  |        |                   |        |
|  |                                                                    | Budrio                                                             | 70                                                                 |                    | Bassano del Grappa | ?                                                              |                                                                |                                                                |  |  |        |                   |        |
|  |                                                                    |                                                                    |                                                                    |                    | Bassano del Grappa | ?                                                              |                                                                |                                                                |  |  |        |                   |        |
|  |                                                                    |                                                                    | San Giorgio su Legnano                                             | ?                  |                    |                                                                |                                                                |                                                                |  |  |        |                   |        |
|  |                                                                    | Bassano del Grappa                                                 | San Giorgio su Legnano                                             | ?                  | 79                 |                                                                |                                                                |                                                                |  |  |        |                   |        |
|  |                                                                    | Bassano del Grappa                                                 |                                                                    |                    | 79                 |                                                                |                                                                |                                                                |  |  |        |                   |        |
|  |                                                                    | Aurora Desio                                                       | 64                                                                 |                    |                    |                                                                |                                                                |                                                                |  |  |        |                   |        |

## Verdetti
- Vincitrice della Coppa Italia di B d'Eccellenza: Unione Cestistica Casalpusterlengo

MVP: Luca Conte, Casalpusterlengo
- Vincitrice della Coppa Italia di B2: U.S. Empolese

MVP: Marco Ammannato, Empolese
- Vincitrice della Coppa Italia di C1: Bassano del Grappa

MVP: Ernani Comignani, Antoniana Pescara